# Leucospermum hamatum
Leucospermum hamatum är en tvåhjärtbladig växtart som beskrevs av J.P. Rourke. Leucospermum hamatum ingår i släktet Leucospermum och familjen Proteaceae. Inga underarter finns listade i Catalogue of Life.